# Château de St Donats
Le château de St Donats (en anglais St Donats Castle) est un château médiéval de la fin du XIIe siècle se situant près du village de St Donats, dans la vallée de Glamorgan au pays de Galles, à 25 km à l'ouest de Cardiff donnant vue sur le canal de Bristol. Après être passé aux mains de plusieurs propriétaires, il abrite depuis 1962 l'Atlantic College des United World Colleges.

## Histoire
Les parties subsistantes ; donjon et mur d'enceinte, ont été construites vers la fin du XIIe siècle par la de famille De Hawey. La propriété passa à la famille Stradling en 1298 par le mariage de sir Peter Stradling avec Joan de Hawey. Les Stradling construisirent la tour extérieure et le mur d'enceinte autour de l'an 1300, ils agrandirent le donjon et la tour-porche intérieure et modifièrent le mur d'enceinte intérieur en même temps et construisirent enfin la cour intérieure environ 200 ans plus tard.
La famille Stradling, qui comprenait un hérétique notable, un célèbre antiquaire et un poète latin, détint le château de St Donats jusqu'à la mort de Sir Thomas Stradling en 1738, lorsque la propriété du château passa à sir John Tyrwhitt. L'archevêque James Ussher y résida pendant un moment au cours de la guerre civile.

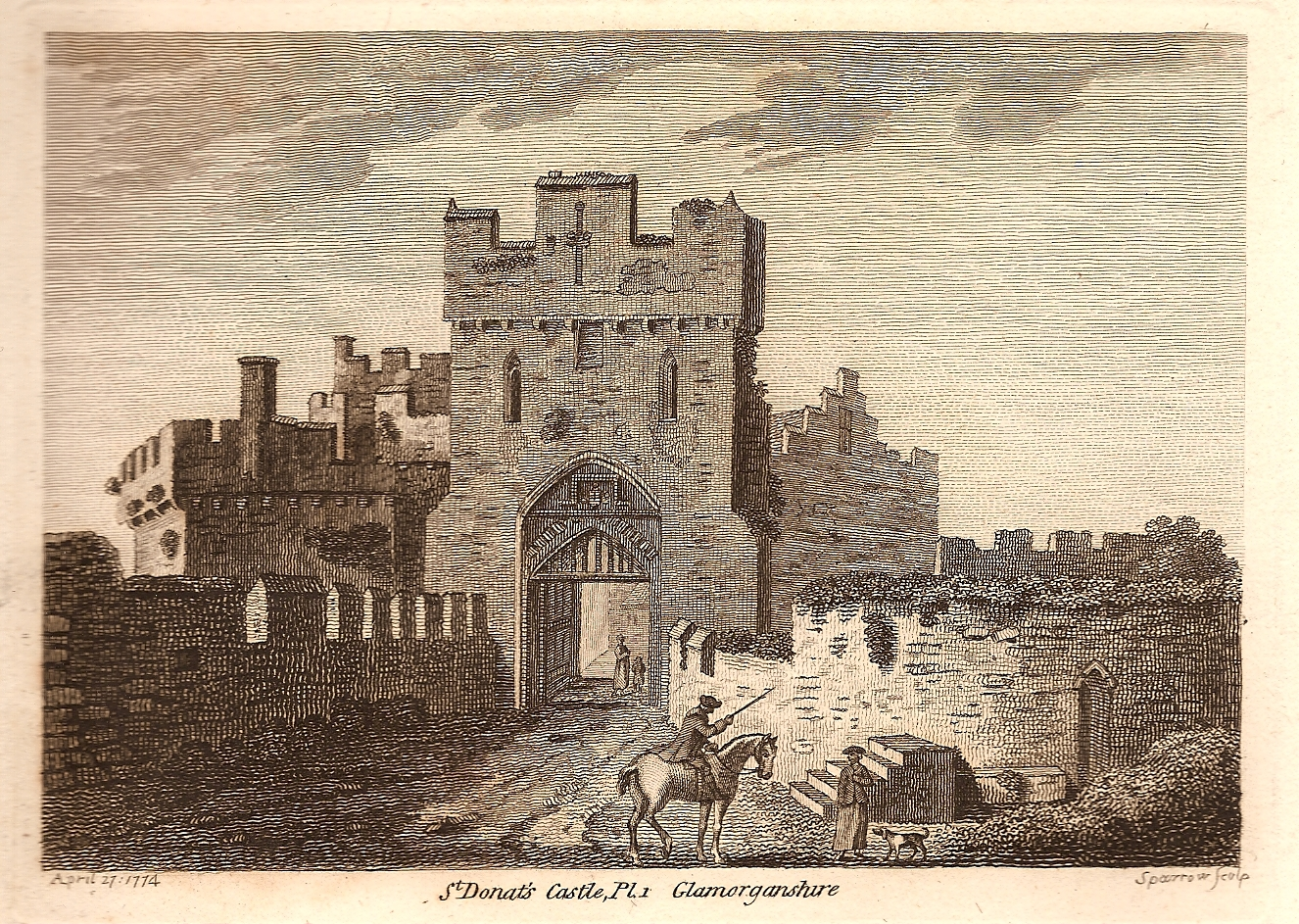
Le château de Saint-Donat en 1774.
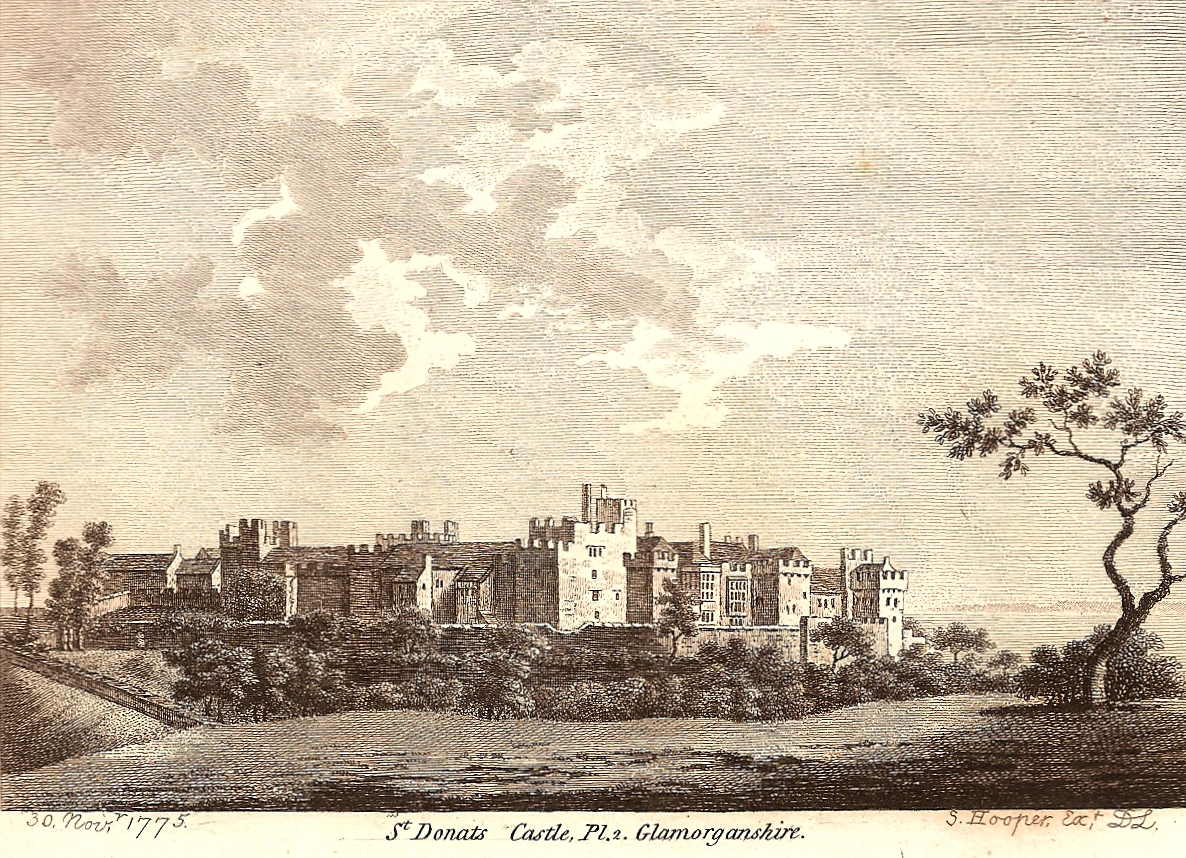
Le château en 1775.
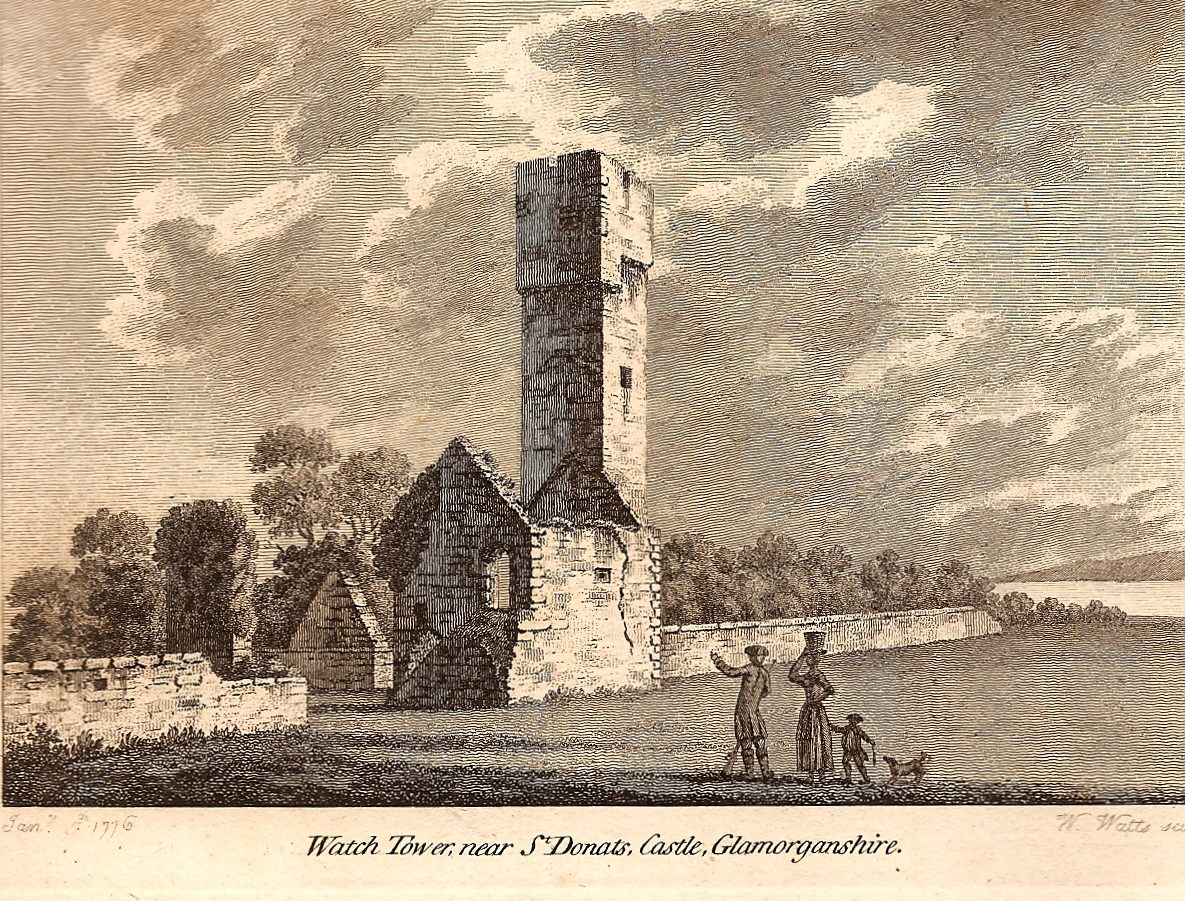
La tour de guet du château en 1776.

Par la suite, le château tomba dans un état de délabrement avancé. La restauration partielle a été lancée par le Dr John Nicholl Carne Whitlock, qui prétendait descendre des Stradling et qui avait acheté le château de la famille Tyrwhitt-Drake en 1862. Morgan Williams, le propriétaire du château entre 1901 et 1909, réalisa d'importants travaux de restauration. Godfrey Williams, le fils de Morgan vendit par la suite le château à Richard Pennoyer, un Américain, en 1922.

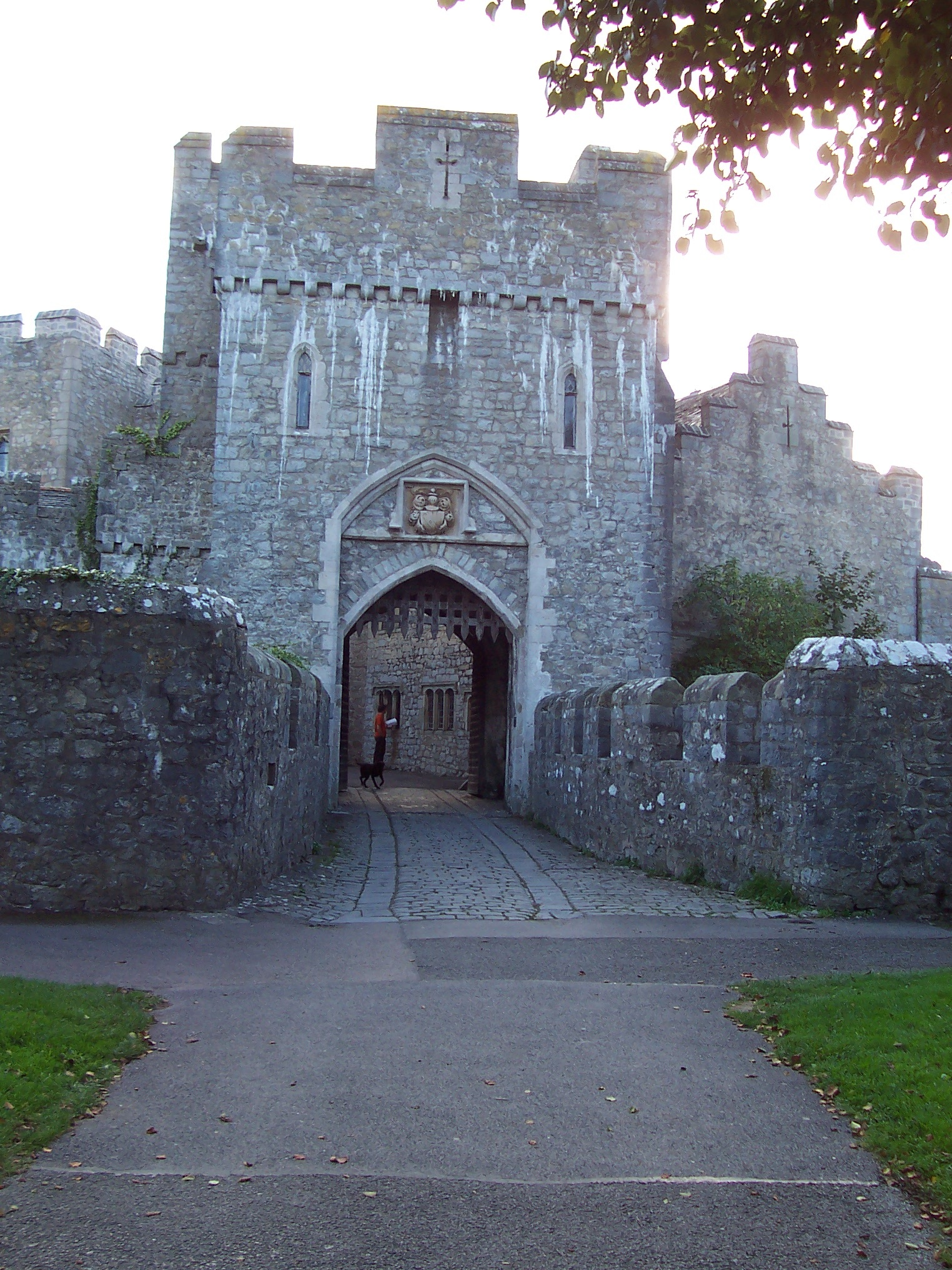
L'entrée du château avec sa herse.
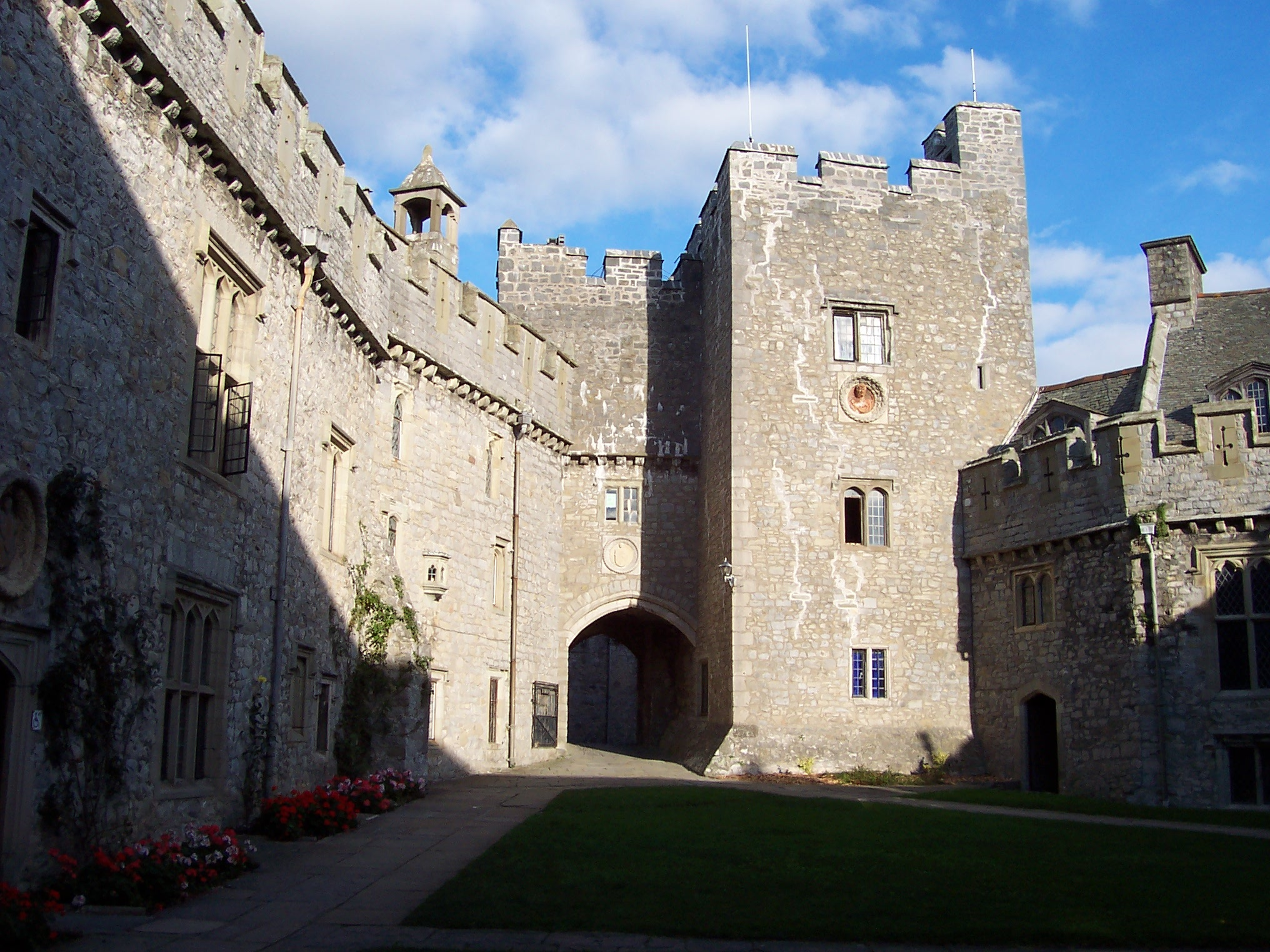
Une cour du château.
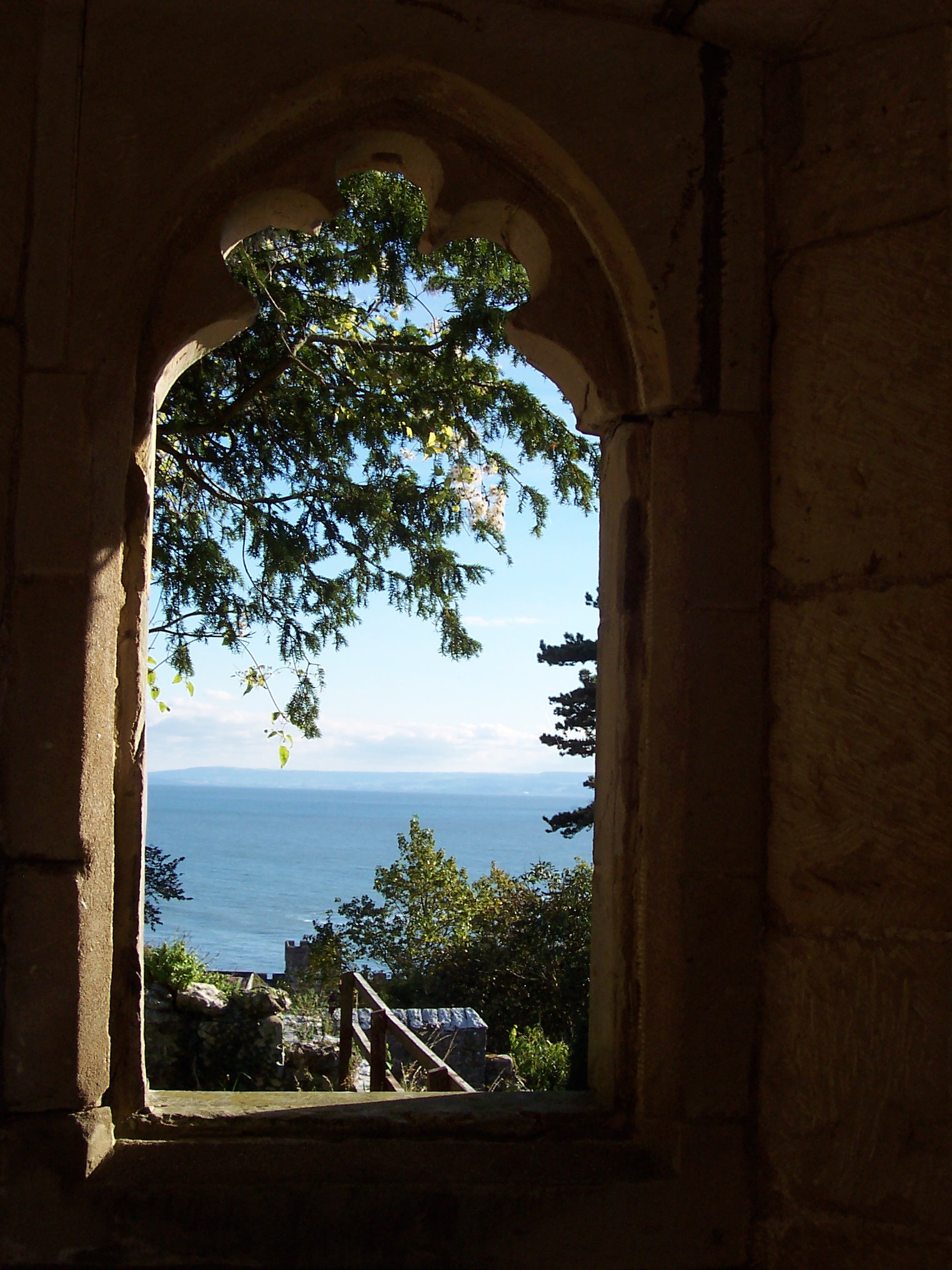
Fenêtre en maçonnerie.
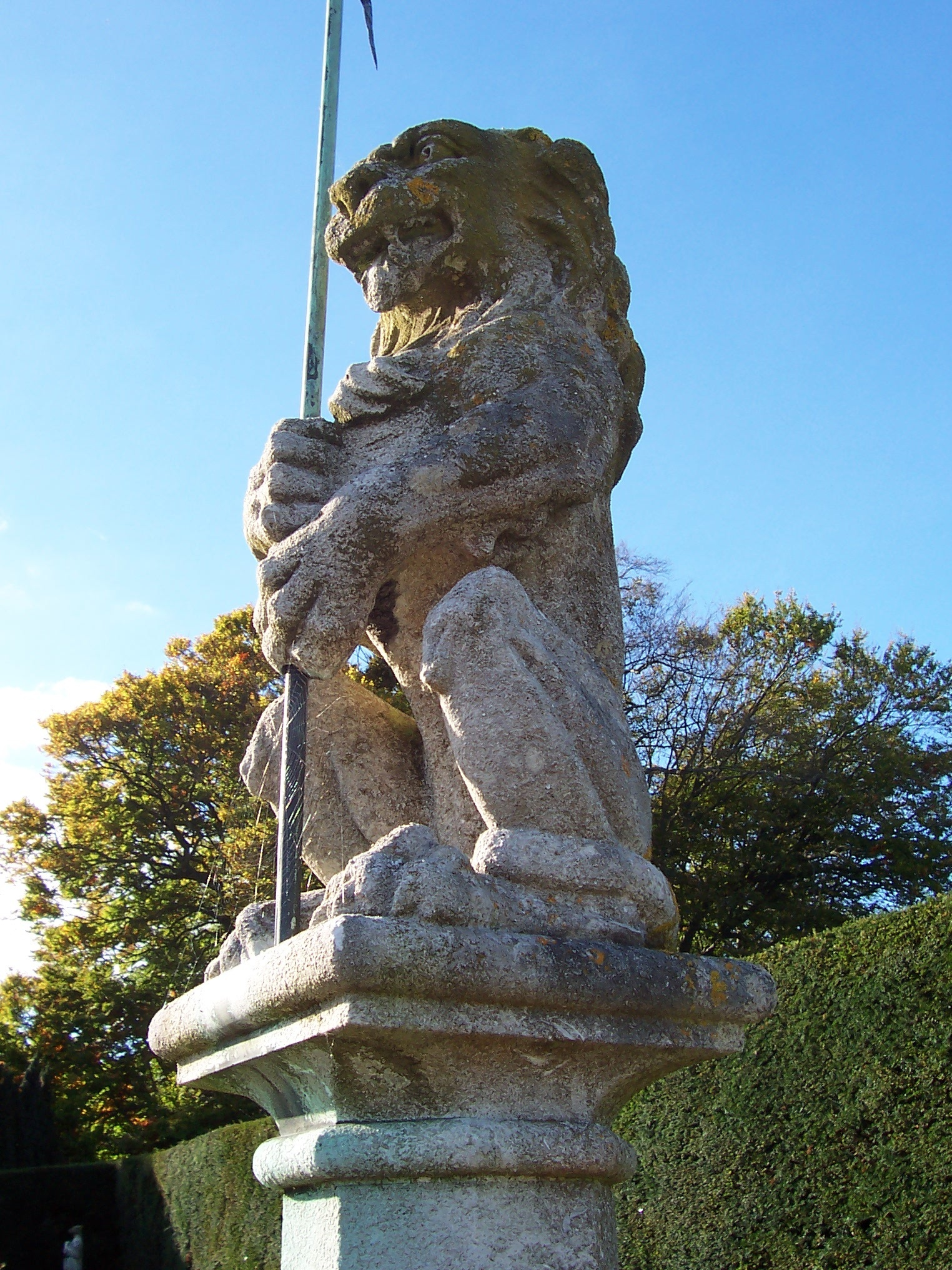
Statue de lion en pierre.
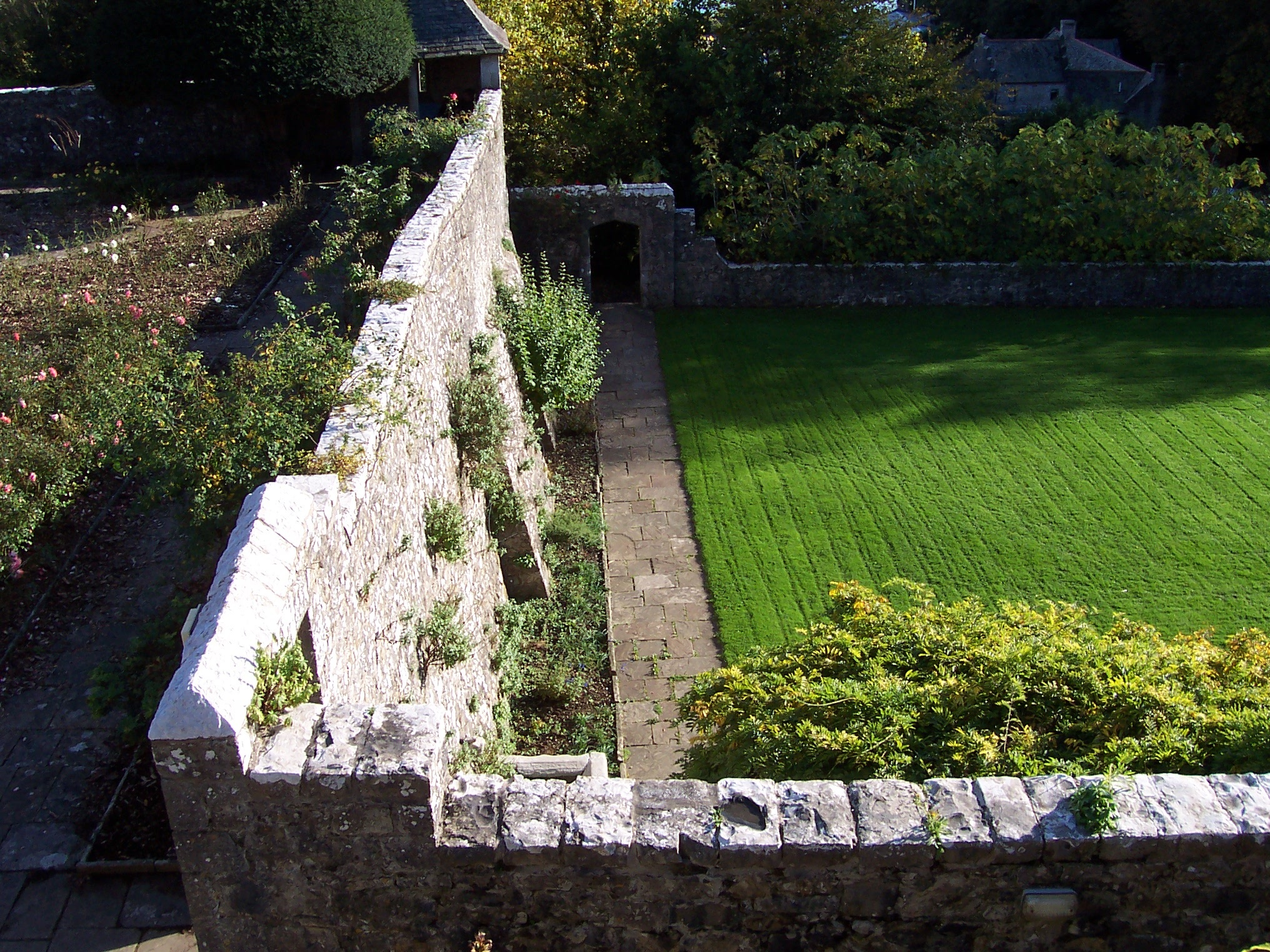
Vue sur le mur et sur le jardin.

Après avoir vu des photos du château dans le magazine Country Life, William Randolph Hearst l'acheta en 1925. Hearst dépensa toute une fortune pour la rénovation et la revitalisation du château, apportant l'électricité non seulement pour sa résidence mais aussi pour la région environnante. Les habitants de la vallée appréciaient d'avoir Hearst comme propriétaire du château; il payait très bien ses employés. Le magnat de la presse a passé beaucoup de son temps à divertir les gens influents sur ses terres. Ainsi, St Donats est connu pour avoir abrité des soirées auxquelles étaient présents plusieurs invités de marque comme Charlie Chaplin, Douglas Fairbanks, et le jeune John F. Kennedy.  Lors de sa visite à St Donats, George Bernard Shaw dit : « C'est ce que Dieu aurait construit s'il avait eu de l'argent ».
L'empire de presse de Hearst connut des moments difficiles dans les années 1930. Plus tard le château fut mis en vente mais réquisitionné  par les troupes britanniques et américaines pendant la guerre. Hearst mourut en 1951 et le château fut acheté en 1962 par M. Antonin Besse II (1927 -), fils de feu Sir Antonin Besse (1877-1951) et y permit l'installation du collège de l'Atlantique. Monsieur Antonin Besse II est aujourd'hui président d'honneur et vice-président honoraire du Collège du Monde Uni.

## Collège de l'Atlantique
Le château abrite l'Atlantic College, un collège international du Sixth Form (le Sixth Form sont les deux dernières années de l'enseignement secondaire au pays de Galles et en Angleterre). Il a été fondé en 1962 et fut le premier des treize Collèges du Monde Uni. Le château de Saint-Donat sert d'internat et de lieu d'apprentissage aux élèves.

## Galerie

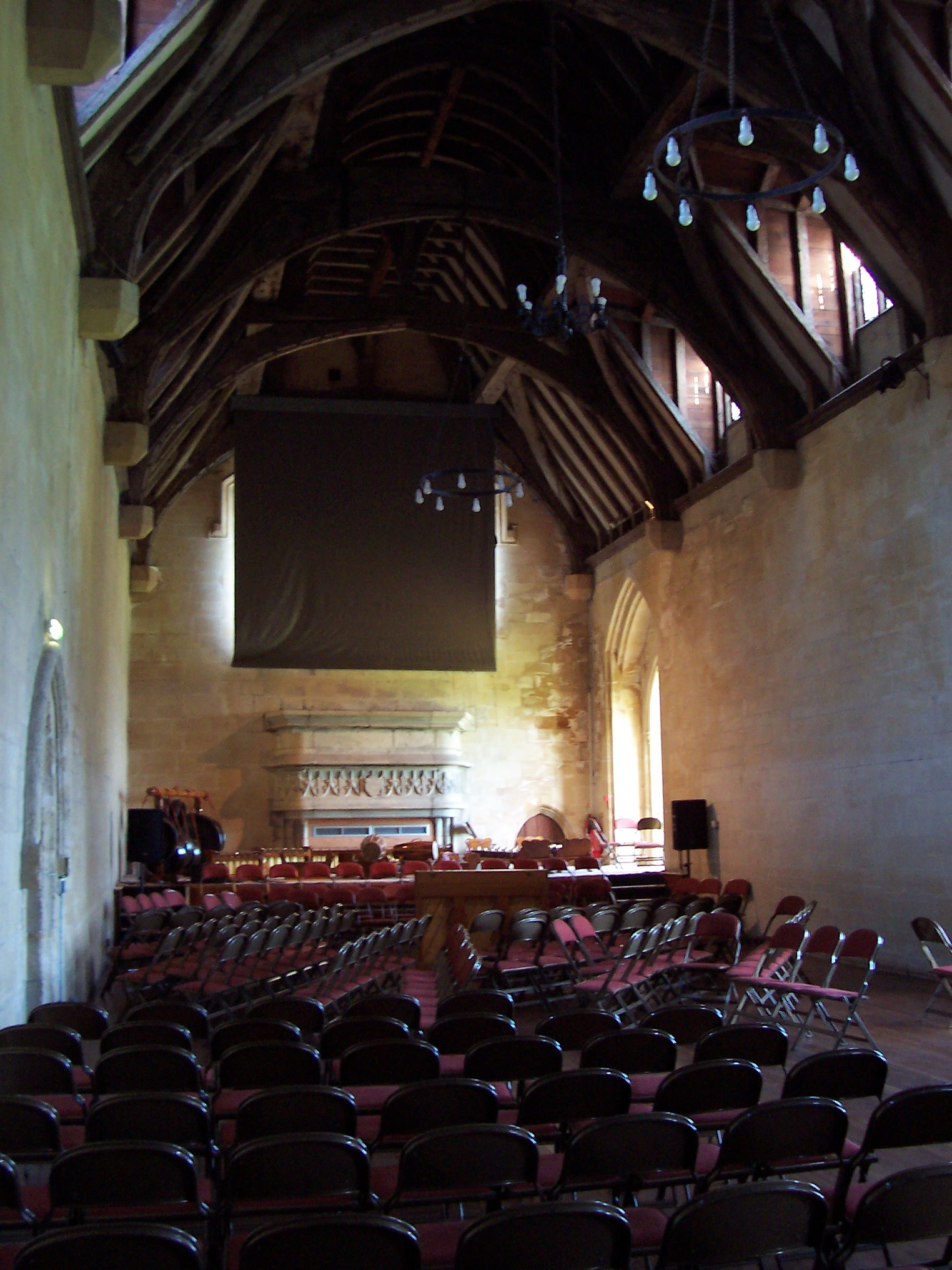
Grand hall médiéval avec ses charpentes à blochets saillants.
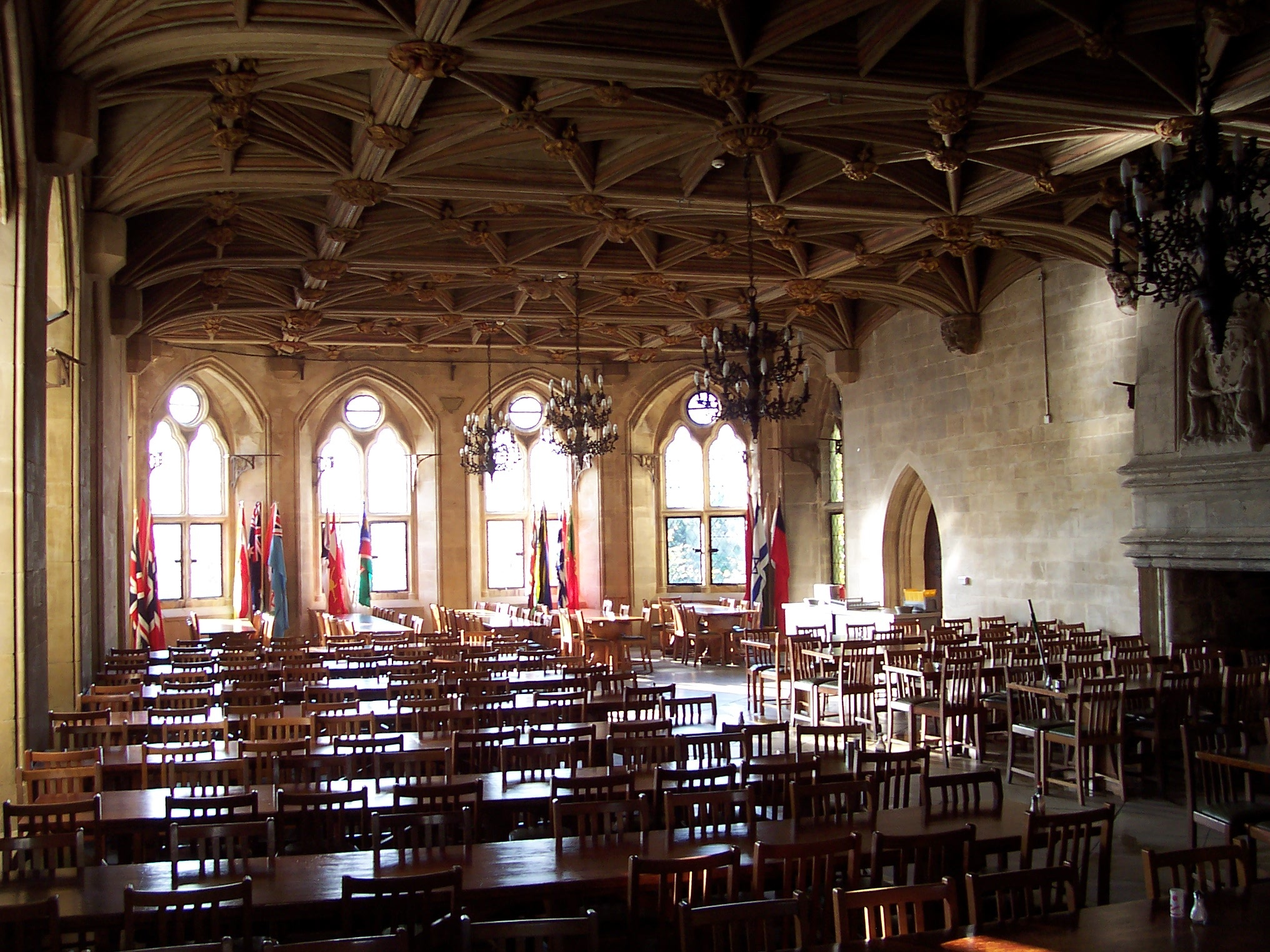
La salle de cantine de l'Atlantic College.